# آر. ك. سينغ
آر. ك. سينغ (بالهندية: राज कुमार सिंह)‏ (بالإنجليزية: R. K. Singh)‏ هو سياسي هندي، ولد في 20 ديسمبر 1952. حزبياً، نشط في بهاراتيا جاناتا. وقد انتخب عضو لوك سابها السادسة عشر ‏ عن دائرة Arrah Lok Sabha constituency ‏ وقد انضم خلال فترته النيابية ‏  للكتلة البرلمانية بهاراتيا جاناتا وانتخب عضو لوك سابها ‏.